# دشت صفا
دشت صفا، روستایی در دهستان برنطین بخش مرکزی شهرستان رودان در استان هرمزگان ایران است.

## جمعیت
بر پایه سرشماری عمومی نفوس و مسکن در سال ۱۳۹۵، جمعیت این روستا برابر با ۸۰ نفر (۱۸ خانوار) بوده‌است.